# Poirot sul Nilo
Poirot sul Nilo (Death On The Nile) è uno tra i più celebri romanzi della giallista inglese Agatha Christie. Pubblicato nel 1937, è il quindicesimo romanzo in ordine cronologico ad avere come protagonista il celebre investigatore belga Hercule Poirot, e può essere considerato il secondo capitolo di una trilogia che comprende anche La domatrice (1938) e Non c'è più scampo (1936) e che vede Hercule Poirot impegnato in viaggio dapprima in Egitto e poi nell'Europa orientale.
Il medesimo titolo Death on the Nile lo porta anche un racconto scritto nel 1934 dalla Christie, incluso nella raccolta Parker Pyne indaga.

## Trama
Hercule Poirot si imbarca sul lussuoso battello Karnak per una crociera sul Nilo in Egitto; durante il viaggio fa la conoscenza della giovane donna d'affari Linnet Ridgeway, in viaggio di nozze con il neomarito Simon Doyle, e di Jacqueline de Bellefort, un tempo migliore amica di Linnet e ora intenzionata a ossessionare con la sua presenza la giovane, colpevole di avere sposato Simon Doyle un tempo suo fidanzato, del quale è ancora innamorata. Jacqueline segue Simon e Linnet durante la loro luna di miele, apparendo nei momenti più impensati e importunando la coppia con la sua ossessiva presenza. I Doyle decidono allora di depistare la donna e di intraprendere di nascosto la crociera sul Nilo a bordo del Karnak, ma Jacqueline scopre tutto e si imbarca anche lei come passeggera. Durante una visita ai templi di Abu Simbel, un grosso masso rischia di cadere e colpire Linnet. I sospetti ricadono su Jacqueline, che però dimostra di essere stata lontana dal luogo in cui è successo l'incidente. 
Una sera, nel salone del battello, dopo che Linnet si è già ritirata per la notte, Jacqueline ferisce Simon ad una gamba con un colpo di rivoltella di fronte a Cornelia Robson, ma poi, presa dal rimorso, allontana l'arma spingendola sotto un divano con un calcio e viene quindi accompagnata in camera, sedata e sorvegliata a vista per il resto della notte dall'infermiera Miss Bowers. Nel frattempo, il dottor Bessner viene svegliato da Cornelia e va nel salone a soccorrere Simon, prestandogli le prime cure e facendolo trasportare nella sua cabina. D'accordo con Simon e Bessner, Cornelia torna nel salone per recuperare la pistola di Jacqueline, ma scopre che è scomparsa da sotto il divano.
La mattina dopo, Linnet Doyle viene ritrovata morta nel suo letto, uccisa con un colpo di rivoltella Calibro 22 (la stessa di Jacqueline) alla testa. Sulla parete accanto a lei è stata tracciata col sangue la lettera "J", che porta a pensare che Linnet possa aver tentato di indicare l'identità del proprio assassino prima di morire, ipotesi che però viene subito smentita. A parte Simon Doyle e Jacqueline, che possiedono entrambi un alibi per l'ora del delitto (lui immobilizzato dalla ferita, lei sorvegliata dall'infermiera), tutti i passeggeri del battello risultano potenziali indiziati. La presenza sul Karnak di un vecchio amico di Poirot, il colonnello Race, che sta cercando una spia nemica, non fa che aumentare il mistero.
L'attenzione di Poirot si concentra sulla pistola, che viene effettivamente recuperata dal Nilo, avvolta da un fazzoletto macchiato di sangue e dalla stola di Miss Van Schuyler, che ne aveva segnalato la scomparsa la sera prima. L'investigatore rileva subito un'incongruenza, in quanto il fatto che la pistola sia avvolta nel fazzoletto e nello scialle contrasta con la tipologia di ferita alla tempia di Linnet Doyle, perché la presenza di bruciature intorno al foro del proiettile non sarebbe stata possibile se il colpo fosse partito da un'arma avvolta nella stoffa: l'unica soluzione parrebbe quella di un terzo colpo esploso, ma dalla pistola ne mancano solo due. Nel frattempo si trova costretto a valutare anche una serie di falsi indizi, come per esempio una bottiglia gettata in acqua proprio nello stesso momento dell'arma, e il furto di una collana di perle che vede Tim Allerton come sospettato principale.
Mentre si trova nella cabina del Dottor Bessner, conversando con lui e con Simon, Poirot viene interpellato dalla cameriera di Linnet, Louise Bourget, che fornisce una serie accurata quanto inutile di dettagli (facendosi sentire anche da Bessner e Simon) sul fatto che non ha visto nessuno entrare o uscire dalla cabina della sua padrona. Poche ore dopo, la ragazza viene trovata morta nella sua cabina, pugnalata al cuore con una lama piccola come un bisturi e in mano un frammento stracciato di una banconota, segno che aveva cercato invano di ricattare il colpevole. Mentre Poirot si trova nuovamente nella cabina del Dottor Bessner, interviene la signora Salomè Otterbourne, che annuncia di conoscere il nome dell'assassino, ma poco prima che riesca a pronunciarlo, qualcuno le spara alla testa dall'esterno della cabina e la uccide.
Ma Poirot ha già compreso come si è svolta la vicenda e ha individuato i colpevoli in Simon e Jacqueline, che in realtà sono ancora innamorati l'uno dell'altra. Simon aveva sposato Linnet unicamente per i suoi soldi, e con l'intento di sbarazzarsi di lei a tempo debito per ereditare il suo patrimonio e sposare Jacqueline. Quest'ultima ha progettato l'uccisione della sua ex amica perché sapeva che Simon non possedeva sufficiente freddezza per agire da solo e si sarebbe sicuramente fatto smascherare.
La loro scenata nel salone alla presenza di testimoni, lo sparo da parte di Jacqueline e l'insistenza di Simon affinché la ragazza venisse condotta via e sorvegliata a vista, erano stati accuratamente pianificati per garantire un alibi a entrambi. In effetti, la pallottola sparata da Jacqueline ha in realtà colpito il bordo di un tavolino, dove Poirot riscontra una scalfittura recente. Simon aveva simulato il sangue, con dell'inchiostro rosso. Rimasto solo dopo che Jacqueline viene condotta via, Simon ha recuperato la pistola da sotto il divano, è corso nella cabina di Linnet e l'ha uccisa, tracciando la "J" sulla parete. Ritornato precipitosamente nel salone, si è sparato alla gamba avvolgendo l'arma nella stola della Van Schuyler per attutire il terzo colpo e ha gettato la pistola ancora avvolta nello scialle fuori dalla finestra, in tempo per essere raggiunto dal dottor Bessner, chiamato a soccorrerlo.
Jacqueline è stata costretta a commettere il secondo ed il terzo omicidio per evitare che lei e Simon venissero smascherati. Louise Bourget, dopo aver visto Simon allontanarsi dalla cabina della moglie all'ora del delitto, ha approfittato del suo colloquio con Poirot per far capire al giovane di conoscere la verità, e di conseguenza per ricattarlo. Simon ha poi insistito per un colloquio privato con Jacqueline, durante il quale l'ha avvertita del pericolo. Jacqueline uccide quindi la cameriera con uno dei bisturi del dottor Bessner, ma viene a sua volta notata dalla Otterbourne. Successivamente, quando Simon si rende conto che la signora Otterbourne sta per rivelare il nome di Jacqueline, comincia a parlare a voce molto alta in modo da farsi sentire dalla sua complice nella cabina accanto. Jacqueline, malgrado il rischio, riesce a sparare alla Otterbourne attraverso la porta aperta della cabina, eliminando la scomoda testimone e rientrando subito nella sua stanza.
Pur non avendo la minima prova, Poirot riesce a far crollare psicologicamente Simon Doyle e a fargli confessare tutto. Altri misteri trovano alla fine spiegazione: la spia nemica risulta essere il signor Richetti, mentre il ladro della collana di perle è Tim Allerton, ma Poirot gli permette di rimpiazzare il gioiello e di evitare la prigione, in modo che egli possa sposare Rosalie Otterbourne. L'altra coppia che progetta il matrimonio è quella formata da Cornelia Robson e il dottor Bessner, con gran sorpresa del giovane signor Ferguson, un acceso comunista che alla fine si rivela essere membro di una grande famiglia aristocratica del paese e che sperava di poter sposare la ragazza. Al momento della cattura, Jacqueline uccide Simon e si suicida con una seconda rivoltella che teneva nascosta.

## Personaggi
- Hercule Poirot, investigatore acuto di fama mondiale
- Linnet Ridgeway-Doyle, ricca, bella e giovane ereditiera
- Simon Doyle, marito di Linnet
- Lord Charles Windlesham, ex fidanzato di Linnet
- Jacqueline de Bellefort, ex amica di Linnet ed ex fidanzata di Simon
- Signora Allerton, donna inglese in vacanza
- Tim Allerton, figlio della signora Allerton
- Dottor Carl Bessner, medico austriaco in vacanza
- Signorina Bowers, infermiera della signorina Van Schuyler
- Jim Fanthorp, avvocato dello studio che cura gli interessi di Linnet
- Ferguson, giovane dalle idee rivoluzionarie
- Salomè Otterbourne, scrittrice
- Rosalie Otterbourne, figlia di Salomè
- Andrew Pennington, amministratore americano del patrimonio di Linnet
- Colonnello Race, vecchia conoscenza di Poirot
- Cornelia Robson, ragazza americana in vacanza
- Signorina Marie Van Schuyler, ricca americana in vacanza
- Louise Bourget, cameriera di Linnet
- Guido Richetti, archeologo italiano in vacanza
- Joanna Southwood, eccentrica amica di Linnet con il fiuto per le persone di successo

## Riferimenti ad altri romanzi di Poirot
- In questo romanzo ritornò il personaggio del colonnello Race, già presente in Carte in tavola, libro immediatamente precedente.
- La signorina van Schuyler dice a Poirot di aver sentito parlare di lui da Rufus van Aldin; quest'ultimo fu tra i protagonisti di una precedente avventura dell'investigatore, Il mistero del treno azzurro.
- Quando Poirot si vede costretto ad ispezionare il battello, il colonnello Race gli sconsiglia di controllare il suo stesso scompartimento, ma Poirot rifiuta, rievocando un caso in cui, mentre cercava un kimono scomparso, esso era apparso nella valigia dell'investigatore stesso, chiaro riferimento al famoso libro Assassinio sull'Orient Express.

## Critica
Lo scrittore John Dickson Carr incluse nel 1946 questo romanzo nella lista dei dieci migliori gialli di tutti i tempi, nel suo famoso saggio Il più splendido gioco del mondo (The Grandest Game in the World).

## Adattamenti

### Teatro
- Assassinio sul Nilo (1944), adattamento teatrale ad opera della stessa Christie.

### Televisione
- Una versione in diretta TV col titolo Murder on the Nile fu presentata il 12 luglio 1950 negli USA, della durata di un'ora, come parte della serie Kraft Television Theatre. Gli interpreti erano Guy Spaull e Patricia Wheel.
- Poirot sul Nilo (2004), episodio della serie televisiva Poirot, diretto da Andy Wilson con David Suchet, David Soul ed Emily Blunt.

### Cinema
- Assassinio sul Nilo (1978), diretto da John Guillermin con Peter Ustinov, David Niven, Angela Lansbury, Mia Farrow e Bette Davis; la pellicola vinse un premio Oscar ai migliori costumi.
- Assassinio sul Nilo (Death on the Nile, 2022), regia di Kenneth Branagh, con Branagh nella parte di Poirot; il cast comprende: Gal Gadot, Letitia Wright, Armie Hammer, Annette Bening, Ali Fazal, Sophie Okonedo, Tom Bateman, Emma Mackey, Dawn French, Rose Leslie, Jennifer Saunders e Russell Brand.

### Radio
Il romanzo fu adattato in un programma in cinque parti per BBC Radio 4 nel 1997. John Moffatt riprese il ruolo di Poirot. La serie fu trasmessa settimanalmente da giovedì 2 gennaio a giovedì 30 gennaio dalle 10.00am alle 10.30pm. Tutti i cinque episodi furono registrati venerdì 12 luglio 1996 alla Broadcasting House. Fu adattata da Michael Bakewell e diretta da Enyd Williams.

### Fumetti
Death on the Nile - Agatha Christie Comic Strip Editions (2007), vignettista François Rivière e Solidor (Jean-François Miniac). L'edizione Harper Collins del 2007 è la traduzione dell'opera pubblicata originariamente in Francia nel 2003 dalle Emmanuel Proust éditions sotto il titolo Mort sur le Nil.
Assassinio sul Nailon (Alambicco Comics, 2023), scritto e disegnato dal famoso giallista sconosciuto Polsino. Il protagonista è Monsieur Chinder, il più grande detective della galassia.

## Edizioni italiane
- Poirot sul Nilo, traduzione di Enrico Piceni, Collana I Libri Gialli n.206, Milano, Mondadori, 1939. - Prefazione e postfazione di Giampaolo Dossena, Collana Oscar n.954 (Oscar del Giallo n.18), Mondadori, 1977; I Classici del Giallo Mondadori n.310, dicembre 1978; Collana Oscar Narrativa n.1469 (Oscar Scrittori del Novecento), Mondadori, 1995.
- Poirot sul Nilo, traduzione di Grazia Maria Griffini, Milano, Mondadori, 1981. - I Classici del Giallo Mondadori n.566, ottobre 1988; Edizione illustrata e annotata, Collezione Agatha Christie, Milano, CDE, 1993; in Le grandi indagini di Poirot, Collana Oscar Bestsellers, Mondadori, 2010, ISBN 978-88-046-0306-1; in Poirot in viaggio, Collana Oscar Bestsellers, Mondadori, 2015 - Collana I MITI, Mondadori, 2020, ISBN 978-88-047-2638-8; Collana Oscar Gialli, Mondadori, 2017, ISBN 978-88-046-8042-0; Collana Oscar Junior, Mondadori, 2019, ISBN 978-88-047-1685-3.
- Assassinio sul Nilo, traduzione di Paolo Valentino, Collana Oscar Absolute, Milano, Mondadori, 13 ottobre 2020,  p. 312, ISBN 978-88-047-2816-0.

### Audiolibro
- Assassinio sul Nilo, Good Mood Edizioni, 2020, con Riccardo Peroni, Giancarlo De Angeli, Tania De Domenico, Igor Horvat, Ruggero Andreozzi, Tina Venturi e Claudio Moneta.

### Graphic novel
- Assassinio sul Nilo, testi di Isabelle Bottier, traduzione di Giovanni Zucca, Collana Oscar Ink, Milano, Mondadori, 17 novembre 2020, pp.64, ISBN 978-88-047-3034-7.